# بيت الدواشن (جبلة)

تعديل مصدري - تعديل

بيت الدواشن محلة تابعة لقرية الجراجر، التابعة لعزلة الربادي بمديرية جبلة إحدى مديريات محافظة إب في الجمهورية اليمنية، بلغ تعداد سكانها 41 حسب تعداد اليمن لعام 2004.